# Corteza prefrontal ventrolateral

Cerebro humano, hemisferio izquierdo. Las áreas de Brodmann 47, 45, 44, que corresponden a la CPFVL (según este atlas FreeSurfer).

La corteza prefrontal ventrolateral es una sección de la corteza prefrontal situada en la circunvolución frontal inferior, limitada superiormente por el surco frontal inferior e inferiormente por el surco lateral. Se atribuye a las estructuras anatómicas del área de Brodmann 47, 45 y 44 (consideradas las subregiones de la corteza prefrontal ventrolateral - las subregiones anterior, media y posterior).
Se han presentado distinciones funcionales específicas entre las tres subregiones de Brodmann de la corteza prefrontal ventrolateral. También existen diferencias funcionales específicas en la actividad de la corteza prefrontal ventrolateral derecha e izquierda. Los estudios de neuroimagen que emplean diversas tareas cognitivas han demostrado que la región derecha de la corteza prefrontal ventrolateral es un sustrato crítico de control.

## Características
Corteza prefrontal ventrolateral Subregiones: anterior, media y posterior.
En la actualidad, dos teorías destacadas presentan la corteza prefrontal ventrolateral derecha como una región funcional clave. Desde una perspectiva, se cree que la corteza prefrontal ventrolateral derecha desempeña un papel crítico en la inhibición motora, donde el control se activa para detener o anular respuestas motoras. Alternativamente, Corbetta y Shulman han avanzado la hipótesis de que hay dos redes frontoparietales distintas implicadas en la atención espacial, siendo la corteza prefrontal ventrolateral derecha un componente de una red de atención ventral lateral derecha que gobierna la reorientación reflexiva. Desde esta perspectiva, la corteza prefrontal ventrolateral  lateral derecha, junto con una región que abarca la unión temporoparietal derecha  y el lóbulo parietal inferior, se activan cuando se producen inicios abruptos en el entorno, lo que sugiere que estas regiones están implicadas en la reorientación de la atención a eventos perceptivos que ocurren fuera del foco de atención actual. Además, la corteza prefrontal ventrolateral es el punto final de la vía ventral  que aporta información sobre las características de los estímulos.

## Funciones
Toda la corteza prefrontal ventrolateral derecha está activa durante la inhibición motora, teniendo un papel crítico, lo que significa que cuando una persona está caminando y de repente se detiene, la corteza prefrontal ventrolateral se activa para detener o anular la actividad motora en la corteza. La corteza prefrontal ventrolateral posterior derecha (área de Brodmann  44) se activa durante la actualización de los planes de acción. La corteza prefrontal ventrolateral media derecha (área de Brodmann 45) responde a la incertidumbre en la toma de decisiones (presumiblemente en individuos diestros).